# Реслманія X8
«Реслманія» (англ. «WrestleMania», в хронології відома як «Реслманія Х8») — вісімнадцята Реслманія в історії. Шоу проходило 17 березня 2002 року у Торонто в  Скайдім. Це була остання Реслманія на якій використовувалися ініціали та Логотип «WWF», оскільки компанія змінила свою назву на WWE після судового розгляду з WWF за ініціали «WWF».
Drowning Pool грали музику Тріпл Ейча наживо.
Шоу коментували Джим Росс і Джеррі «Король» Лоулер.